# Mosman

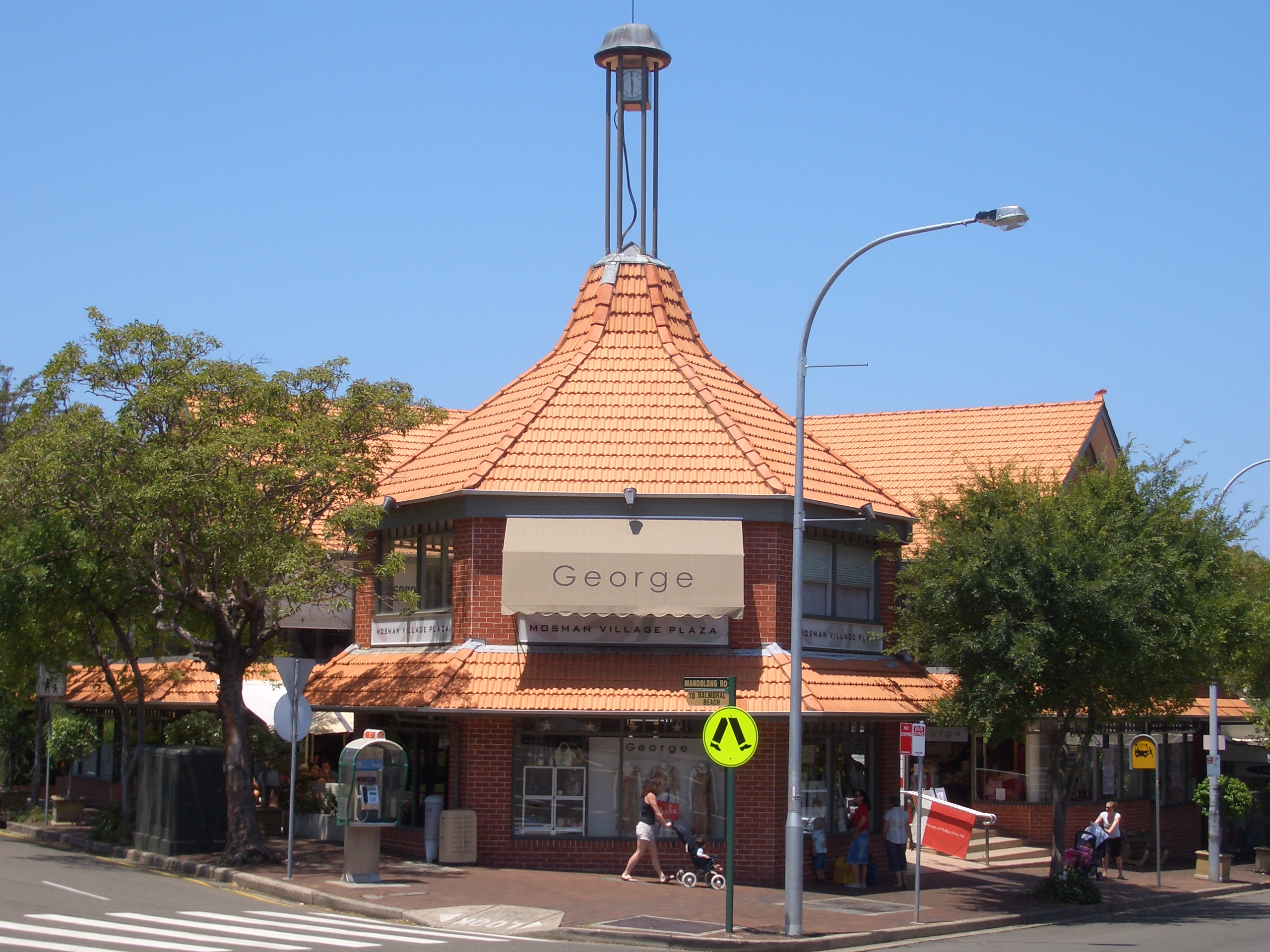
El centro de Mosman.

Mosman es un suburbio de Sídney, Australia situado en la comuna de Mosman. Mosman está situado en una península frente a Manly por un lado y la bahía de Sídney. Es un suburbio de 28 174 habitantes.
- Datos: Q1535327
- Multimedia: Mosman, New South Wales / Q1535327